# عملة السنتين الأسترالية
العملة الأسترالية من فئة سنتين طُرحت عام 1966 وكانت ثاني أقل فئة حتى سُحبت من التداول عام 1992 (مع عملة السنت الواحد). ولا تزال تُعتبر عملة قانونية ولكنها تخضع لبعض القيود وتُعتبر العملات من فئة سنتين قانونية فقط حتى مبلغ 20 سنت. 
كانت العملة المعدنية بقيمة سنتين في عام 1966 لها قوة شرائية تعادل حوالي 30 سنت بقيم عام 2022.

## التاريخ
دخلت العملة المعدنية التداول في 14 فبراير 1966. وفي عامها الأول من سكها صنعت العملة المعدنية في ثلاث دور سك مختلفة: 145.2 مليون في دار سك العملة الملكية الأسترالية في كانبيرا و66.6 مليون في دار سك العملة في ملبورن و217.7 مليون في دار سك العملة في بيرث. كانت السنة الوحيدة التي سكت فيها العملات المعدنية خارج أستراليا هي عام 1981 عندما سك 70.8 مليون في دار سك العملة الملكية البريطانية في لانتريسانت بويلز بالإضافة إلى 97.4 مليون من كانبيرا و81.8 مليون من بيرث. لم تسك أي عملات معدنية من فئة سنتين في عامي 1986 أو 1987 وكان آخر عام للسك هو عام 1989.
من عام 1966 حتى عام 1984 كان وجه العملة يحمل صورة الملكة إليزابيث الثانية بريشة أرنولد ماشين. ثم عُدِّلت الصورة عام 1985 إلى نسخة بريشة رافائيل ماكلوف والتي ظلت موجودة حتى سحبها من التداول عام 1992.
سكت العملة المعدنية من فئة 2 سنت فقط لمجموعات العملات في الأعوام التالية: 1986 و1987 و1990 و1991 وأخيرًا عام 2006.
أكد قرار سحبها في خطاب الميزانية الصادر عن وزير الخزانة بتاريخ 21 أغسطس 1990. وجاءت هذه الخطوة بسبب انخفاض قيمة العملة بسبب التضخم وارتفاع تكلفة البرونز. وفي الوقت نفسه تقريبًا سحبت دول أخرى عملاتها البرونزية حيث سحبت نيوزيلندا عملاتها من فئة سنت واحد وسنتين عام 1990 بينما استبدلت المملكة المتحدة وأيرلندا عملاتها البرونزية من فئة بنس واحد وبنسين بعملات فولاذية مطلية بالنحاس. وبعد سحبها من التداول صُهرت بعض هذه العملات لصنع ميداليات برونزية لدورة الألعاب الأولمبية الصيفية لعام 2000 في سيدني بأستراليا.

## السمات
يحمل الوجه الخلفي للعملة صورة سحلية مكشكشة العنق (كلامديوصورس كينغي) وهو زاحف موطنه الأصلي شمال أستراليا وجنوب غينيا الجديدة. صمم الصورة ستيوارت ديفلين والذي صمم ظهر جميع العملات الأسترالية العشرية التي صدرت عام 1966.